# Dominique Zardi
Dominique Zardi (* 2. März 1930 in Paris; † 13. Dezember 2009 ebenda) war ein französischer Filmschauspieler.
Dominique Zardi war ab Ende der 1940er Jahre bis zu seinem Tod als Filmschauspieler tätig. Er trat in mehr als 300 Produktionen in zahlreichen Kleinrollen auf; oft stellte er Charaktere wie Gangster, Polizisten oder Angestellte dar. Er wurde öfter von Claude Chabrol oder Jean-Pierre Mocky besetzt und trat oft zusammen mit Henri Attal auf. In einigen von Chabrols Filmen sind selbstkomponierte Songs von ihm zu hören.

## Filmografie (Auswahl)
- 1960: Die Unbefriedigten (Les bonnes femmes)
- 1962: Wir bitten zu Bett (Les petits matins)
- 1962: Privatleben (Vie privée)
- 1963: Laster und Tugend (Le vice et la vertu)
- 1964: Dünkirchen, 2. Juni 1940 (Week-end à Zuydcoote)
- 1964: Fantomas (Fantômas)
- 1965: Fantomas gegen Interpol (Fantômas se déchaîne)
- 1965: Eddie, Blüten und Blondinen (Ces dames s’en mêlent)
- 1965: Elf Uhr nachts (Pierrot le fou)
- 1965: Der Gendarm vom Broadway (Le Gendarme à New York)
- 1965: OSS 117 – Pulverfaß Bahia (Furia à Bahia pour OSS 117)
- 1966: Angélique und der König (Angélique et le roi)
- 1967: Action Man (Le soleil des voyous)
- 1967: Fantomas bedroht die Welt (Fantômas contre Scotland Yard)
- 1967: Die Dirne und der Narr (Un idiot à Paris)
- 1967: Action Man (Le soleil des voyous)
- 1968: Balduin, der Heiratsmuffel (Le Gendarme se marie)
- 1968: Zwei Freundinnen (Les biches)
- 1970: Balduin, der Schrecken von St. Tropez (Le Gendarme en balade)
- 1970: Der Erbarmungslose (La Horse)
- 1970: Der Riß (La Rupture)
- 1971: Das Mädchen und der Kommissar (Max et les ferrailleurs)
- 1971: Vor Einbruch der Nacht (Juste avant la nuit)
- 1972: Der Mann aus Marseille (La scoumone)
- 1973: Die Abenteuer des Monsieur Vidocq (Les Nouvelles Aventures de Vidocq) (Fernsehserie, 1 Folge)
- 1974: Nada
- 1975: Die Unschuldigen mit den schmutzigen Händen (Les innocents aux mains sales)
- 1975: Der Ehekäfig (La cage)
- 1976: Mado
- 1978: Violette Nozière
- 1987: Agent Trouble – Mord aus Versehen (Agent trouble)
- 1987: Das Wunder des Papu (Le miraculé)
- 1991: Madame Bovary